# Idioma harayo
El harayo (Kinaray·a; en inglés: Harayan) es una lengua bisaya. Es la lengua materna del pueblo harayo (manga Karay·a; en inglés: Harayans), que se origina en las provincias de Antique, Iloílo y La Paragua en Filipinas, y es una de las lenguas utilizadas por el pueblo negrense. Según la Autoridad Nacional de Economía y Desarrollo (2011), tiene al menos 1 056 093 hablantes solo en Filipinas.